# Системы защиты периметра
Системы защиты периметра — комплекс средств и мероприятий, предназначенных для предотвращения несанкционированного проникновения на территорию объекта нарушителя. Является одним из видов охранных систем. Состав и масштаб системы может различаться в зависимости от типа охраняемого объекта и условий окружающей среды. Соответственно будет выбираться и физический принцип действия.

## Состав
Системы защиты периметра в широком смысле можно разделить на инженерно-технические средства охраны и технические средства охранной и тревожной сигнализации.
К инженерно-техническим средствам относятся: ограждения, ворота, контрольно-пропускные пункты и т.д.
Технические средства охранной и тревожной сигнализации включают в себя:
- Извещательно сигнализационные системы;
- Системы контроля и управления доступом (СКУД);
- Системы технической защиты;
- Системы оповещения;
- Системы видеонаблюдения;
- Системы охранного освещения;
- Электроснабжение технических средств охраны.

## Виды извещательно сигнализационных систем
Непосредственно осуществляют обнаружение несанкционированного проникновения (или мероприятия по его подготовке) с целью своевременного принятия мер по противодействию.
Классификация согласно государственным стандартам :
По способу приведения в действие подразделяются на автоматические и ручные (дальнейшая классификация приведена для автоматических).
По виду контролируемой зоны:
- точечные — устанавливаются в фиксированных координатах охраняемого периметра, передают показания только с них. При установке такой системы необходимо учитывать возможность нарушения границы в промежутке между датчиками;
- линейные — контролируют периметр с помощью одномерного протяжённого сенсора (как правило, электрический или оптический кабель);
- поверхностные — снимают данные с граничной поверхности (могут быть, например, ёмкостные датчики);
- объёмные — контролирующие весь объём границы, примером могут служить система видеокамер или набор радиоволновых излучателей и приёмников.

По принципу действия:
- электроконтактные[5] — основаны на наличии/отсутствии замкнутости электрической цепи, которое изменяется при нарушении границы. Например, при преодолении определённого рубежа нарушитель наступает на датчик, в котором замыкается контакт и передаётся сигнал на пункт охраны;
- магнитоконтактные[6] — состоят из двух основных частей — магнита и геркона. При изменении положения магнита в герконе замыкаются контакты, что вызовет появление сигнала на пункте охраны;
- ударноконтактные — один из электрических контактов представляет собой относительно массивное тело, окружённое тонкими лепестками другого контакта. При появлении вибрации, вызываемой нарушением периметра, тяжёлый контакт отклоняется в сторону, касается лепестка, и цепь замыкается;
- электромагнитные бесконтактные[7] — могут быть основаны, к примеру, на изменении магнитного поля в сенсоре. Нарушитель периметра надавливает на датчик, в котором смещается якорь относительно сердечника, что регистрируется системой;
- пьезоэлектрические[8] — используют пьезоэлектрический эффект, при давлении на такой датчик изменяется уровень тока в цепи, что вызывает сигнал тревоги на пункте охраны;
- ёмкостные[9] — датчик представляет собой конденсатор, при оказании давления у него изменяется ёмкость, что вызывает изменение напряжения в цепи и генерирует сигнал тревоги;
- ультразвуковые[10] — системы активного типа, при помощи сканирования создают акустическую картину охраняемого периметра и генерируют сигнал тревоги при её изменении;
- оптико-электронные[11] (активные и пассивные) — основаны на регистрации собственного или отражённого электромагнитного излучения нарушителя периметра в видимом или инфракрасном диапазоне;
- волоконно-оптические[12] — системы с волоконно-оптическим кабелем в качестве сенсора. Могут быть основаны на регистрации создаваемых нарушителем акустических и сейсмических волн, например, при помощи когерентного рефлектометра, многомодового рефлектометра с регистрацией спекл-структуры и датчиков на основе волоконно-оптических брэгговских решёток[13];
- радиоволновые[14] — анализируют картину, создаваемую и регистрируемую излучателем и приёмником в радиочастотном диапазоне, генерируют сигнал тревоги при её изменении;
- комбинированные[15] — используют комбинацию из нескольких вышеперечисленных датчиков.

По дальности действия оптико-электронные и радиоволновые охранные извещатели для открытых площадок и периметров объектов подразделяют на:
- малой дальности действия — до 50 м;
- средней дальности действия — свыше 50 до 200 м;
- большой дальности действия — свыше 200 м.

По конструктивному исполнению ультразвуковые, оптико-электронные и радиоволновые извещатели подразделяют на:
- однопозиционные — один или более передатчиков (излучателей) и приёмник(и) совмещены в одном блоке:
- двухпозиционные — передатчик (излучатель) и приёмник выполнены в виде отдельных блоков;
- многопозиционные — более двух блоков (один передатчик, два или более приёмников; один приёмник, два или более передатчиков: два или более приёмников).